# 3485 Barucci
3485 Barucci è un asteroide della fascia principale del diametro medio di circa 13,7 km. Scoperto nel 1983, presenta un'orbita caratterizzata da un semiasse maggiore pari a 2,4395569 UA e da un'eccentricità di 0,1660536, inclinata di 1,80595° rispetto all'eclittica.
L'asteroide è dedicato all'astronoma italiana Maria Antonella Barucci.